# Équipe du Japon de Fed Cup
L'équipe du Japon de Fed Cup est l’équipe qui représente le Japon lors de la compétition de tennis féminin par équipe nationale appelée Fed Cup (ou « Coupe de la Fédération » entre 1963 et 1994).
Elle est constituée d'une sélection des meilleures joueuses de tennis japonaises du moment sous l’égide de la Fédération japonaise de tennis.

## Résultats par année

### 1964 - 1969
- 1964 (5 tours, 20 équipes) : pour sa première participation, le Japon s'incline au 1er tour contre l’Afrique du Sud.
- 1965 (4 tours, 11 équipes) : le Japon s'incline au 1er tour contre la France.
- 1966 - 1967 - 1968 - 1969 : le Japon ne participe pas à ces éditions.

### 1970 - 1979
- 1970 (5 tours, 22 équipes) : le Japon s'incline au 1er tour contre la France.
- 1971 (4 tours, 14 équipes) : le Japon s'incline au 1er tour contre la France.
- 1972 (5 tours, 31 équipes) : le Japon s'incline au 1er tour contre la Grande-Bretagne.
- 1973 (5 tours, 30 équipes) : après une victoire au 1er tour contre l’Irlande, le Japon s'incline au 2e tour contre l’Australie.
- 1974 (5 tours, 29 équipes) : après un « bye » au 1er tour, le Japon s'incline au 2e tour contre l’Australie.
- 1975 (5 tours, 31 équipes) : après une victoire au 1er tour contre le Canada, le Japon s'incline au 2e tour contre l’Afrique du Sud.
- 1976 (5 tours, 32 équipes) : le Japon s'incline au 1er tour contre la Suède.
- 1977 (5 tours, 32 équipes) : le Japon s'incline au 1er tour contre l’Afrique du Sud.
- 1978 (5 tours, 32 équipes) : après une victoire au 1er tour contre  Israël, le Japon s'incline au 2e tour contre l’Australie.
- 1979 (5 tours, 32 équipes) : après une victoire au 1er tour contre la Norvège, le Japon s'incline au 2e tour contre les Pays-Bas.

### 1980 - 1989
- 1980 (5 tours, 32 équipes) : après une victoire au 1er tour contre la Thaïlande, le Japon s'incline au 2e tour contre la Suède.
- 1981 (5 tours, 32 équipes) : le Japon s'incline au 1er tour contre l’Allemagne de l'Ouest.
- 1982 (5 tours, 32 équipes) : le Japon s'incline au 1er tour contre la Chine.
- 1983 (qualifications + 5 tours, 39 équipes) : après une victoire au 1er tour contre le Danemark, le Japon s'incline au 2e tour contre l’Allemagne de l'Ouest.
- 1984 (qualifications + 5 tours, 36 équipes) : le Japon s'incline au 1er tour contre la Grèce.
- 1985 (qualifications + 5 tours, 38 équipes) : après une victoire au 1er tour contre l’Autriche, le Japon s'incline au 2e tour contre la Grande-Bretagne.
- 1986 (qualifications + 5 tours, 42 équipes) : le Japon s'incline au 1er tour contre l’Autriche.
- 1987 (qualifications + 5 tours, 42 équipes) : le Japon s'incline au 1er tour contre les États-Unis.
- 1988 (qualifications + 5 tours, 36 équipes) : le Japon s'incline au 1er tour contre la France.
- 1989 (qualifications + 5 tours, 40 équipes) : après une victoire au 1er tour contre la Suède, le Japon s'incline au 2e tour contre l’Allemagne de l'Ouest.

### 1990 - 1999
- 1990 (qualifications + 5 tours, 44 équipes) : après une victoire au 1er tour contre la Chine, le Japon s'incline au 2e tour contre l’Autriche.
- 1991 (qualifications + 5 tours + barrages, 56 équipes) : après une défaite au 1er tour contre l’Australie, le Japon l’emporte en play-offs contre la Belgique.
- 1992 (5 tours + barrages, 32 équipes) : après une victoire au 1er tour contre l’Indonésie, le Japon s'incline au 2e tour contre l’Argentine.
- 1993 (5 tours + barrages, 32 équipes) : après une victoire au 1er tour contre la Colombie, le Japon s'incline au 2e tour contre la Finlande.
- 1994 (5 tours, 32 équipes) : après une victoire au 1er tour contre la Chine et la Suède au 2e tour, le Japon s'incline en 1/4 de finale contre l’Espagne.

La compétition change de format à compter de 1995 : la Coupe de la Fédération devient Fed Cup.
- 1995 (3 tours, 8 équipes + groupe mondial II, play-offs I et II) : après une défaite en 1/4 de finale du groupe mondial contre l’Allemagne, le Japon l’emporte en play-offs I contre le Canada.
- 1996 (3 tours, 8 équipes + groupe mondial II, play-offs I et II) : après une victoire en 1/4 de finale du groupe mondial contre l’Allemagne, le Japon s'incline en 1/2 finale contre les États-Unis.
- 1997 (3 tours, 8 équipes + groupe mondial II, play-offs I et II) : après une défaite en 1/4 de finale du groupe mondial contre la France, le Japon s'incline en play-offs I contre les États-Unis.
- 1998 (3 tours, 8 équipes + groupe mondial II, play-offs I et II) : après une défaite en groupe mondial II contre la Croatie, le Japon l’emporte en play-offs II contre la Corée du Sud.
- 1999 (3 tours, 8 équipes + groupe mondial II, round robin play-offs) : après une défaite en groupe mondial II contre l’Allemagne, le Japon échoue dans l'épreuve du round robin.

### 2000 - 2009
- 2000 : le Japon concourt dans les compétitions par zones géographiques.
- 2001 (2 tours + round robin + finale, 16 équipes + play-offs) : après une défaite au 1er tour du groupe mondial contre l’Argentine, le Japon s'incline en play-offs I contre la Suède.
- 2002 (4 tours, 16 équipes + play-offs) : le Japon s'incline en play-offs I contre la Colombie.
- 2003 (4 tours, 16 équipes + play-offs) : le Japon l’emporte en play-offs I contre la Suède.
- 2004 (4 tours, 16 équipes + play-offs) : après une défaite au 1er tour du groupe mondial contre l’Argentine, le Japon l’emporte en play-offs I contre la Bulgarie.
- 2005 (3 tours, 8 équipes + groupe mondial II, play-offs I et II) : après une défaite en groupe mondial II contre la République tchèque, le Japon l’emporte en play-offs II contre la Bulgarie.
- 2006 (3 tours, 8 équipes + groupe mondial II, play-offs I et II) : après une victoire en groupe mondial II contre la Suisse, le Japon l’emporte en play-offs I contre l’Autriche.
- 2007 (3 tours, 8 équipes + groupe mondial II, play-offs I et II) : après une défaite en 1/4 de finale du groupe mondial contre la France, le Japon s'incline en play-offs I contre l’Allemagne.
- 2008 (3 tours, 8 équipes + groupe mondial II, play-offs I et II) : après une victoire en groupe mondial II contre la Croatie, le Japon s'incline en play-offs I contre la France.
- 2009 (3 tours, 8 équipes + groupe mondial II, play-offs I et II) : après une défaite en groupe mondial II contre la Serbie, le Japon s'incline en play-offs II contre la Pologne.

### 2010 - 2015
- 2010 (3 tours, 8 équipes + groupe mondial II, play-offs I et II) : le Japon s'incline en play-offs II contre la Slovénie.
- 2011 (3 tours, 8 équipes + groupe mondial II, play-offs I et II) : le Japon l’emporte en play-offs II contre l’Argentine.
- 2012 (3 tours, 8 équipes + groupe mondial II, play-offs I et II) : après une victoire en groupe mondial II contre la Slovénie, le Japon l’emporte en play-offs I contre la Belgique.
- 2013 (3 tours, 8 équipes + groupe mondial II, play-offs I et II) : après une défaite au 1er tour du groupe mondial contre la Russie, le Japon s'incline en play-offs I contre l’Espagne.
- 2014 (3 tours, 8 équipes + groupe mondial II, play-offs I et II) : après une défaite en groupe mondial II contre l’Argentine, le Japon s'incline en play-offs II contre les Pays-Bas.
- 2015 (3 tours, 8 équipes + groupe mondial II, play-offs I et II) : le Japon s'incline en play-offs II contre la Biélorussie.

## Bilan de l'équipe
Résultats des confrontations entre le Japon et ses adversaires les plus fréquents (3 rencontres minimum dans les groupes mondiaux).
| #  | Adversaires    | Rencontres | Victoires | Défaites | % victoires |
| -- | -------------- | ---------- | --------- | -------- | ----------- |
| 1  | France         | 7          | 0         | 7        | 0 %         |
| 2  | Suède          | 6          | 3         | 3        | 50 %        |
| 3  | Argentine      | 5          | 1         | 4        | 20 %        |
| 4  | Autriche       | 4          | 2         | 2        | 50 %        |
| 5  | Allemagne      | 4          | 1         | 3        | 25 %        |
| 6  | Australie      | 4          | 0         | 4        | 0 %         |
| 7  | Chine          | 3          | 2         | 1        | 67 %        |
| 8  | Slovénie       | 3          | 2         | 1        | 67 %        |
| 9  | Allemagne      | 3          | 0         | 3        | 0 %         |
| 10 | États-Unis     | 3          | 0         | 3        | 0 %         |
| 11 | Afrique du Sud | 3          | 0         | 3        | 0 %         |
| 12 | Pays-Bas       | 3          | 0         | 3        | 0 %         |

## Bilan des joueuses les plus sélectionnées
Ce bilan est calculé sur la base des rencontres officielles des groupes mondiaux et barrages I et II. Les rencontres des tableaux dits de « consolation » et celles par « zones géographiques » ne sont pas prises en compte. Les joueuses comptant moins de 5 sélections ne sont pas reprises dans le tableau.
| #  | Joueuses          | De   | à    | Sélections | Matchs | Victoires | Défaites | % victoires |
| -- | ----------------- | ---- | ---- | ---------- | ------ | --------- | -------- | ----------- |
| 1  | Ai Sugiyama       | 1995 | 2009 | 17         | 35     | 15        | 20       | 43 %        |
| 2  | Aiko Nakamura     | 2005 | 2009 | 7          | 10     | 6         | 4        | 60 %        |
| 3  | Akiko Kijimuta    | 1987 | 1991 | 5          | 7      | 1         | 6        | 14 %        |
| 4  | Akiko Morigami    | 2003 | 2009 | 9          | 17     | 12        | 5        | 71 %        |
| 5  | Ayumi Morita      | 2007 | 2015 | 13         | 27     | 14        | 13       | 52 %        |
| 6  | Etsuko Inoue      | 1982 | 1989 | 11         | 17     | 5         | 12       | 29 %        |
| 7  | Kazuko Sawamatsu  | 1970 | 1975 | 8          | 15     | 8         | 7        | 53 %        |
| 8  | Kimiko Date-Krumm | 1989 | 2013 | 19         | 28     | 17        | 11       | 61 %        |
| 9  | Kimiyo Hatanaka   | 1970 | 1977 | 5          | 6      | 1         | 5        | 17 %        |
| 10 | Kiyoko Nomura     | 1978 | 1981 | 7          | 12     | 6         | 6        | 50 %        |
| 11 | Kurumi Nara       | 2011 | 2015 | 6          | 9      | 4         | 5        | 44 %        |
| 12 | Kyoko Nagatsuka   | 1995 | 1997 | 5          | 6      | 2         | 4        | 33 %        |
| 13 | Mana Endo         | 1992 | 1995 | 7          | 9      | 4         | 5        | 44 %        |
| 14 | Masako Yanagi     | 1981 | 1986 | 8          | 14     | 6         | 8        | 43 %        |
| 15 | Maya Kidowaki     | 1990 | 1992 | 6          | 6      | 3         | 3        | 50 %        |
| 16 | Misaki Doi        | 2011 | 2015 | 6          | 11     | 2         | 9        | 18 %        |
| 17 | Nana Miyagi       | 1989 | 1998 | 12         | 12     | 7         | 5        | 58 %        |
| 18 | Naoko Sato        | 1976 | 1980 | 7          | 13     | 7         | 6        | 54 %        |
| 19 | Naoko Sawamatsu   | 1990 | 1998 | 14         | 19     | 7         | 12       | 37 %        |
| 20 | Rika Fujiwara     | 2001 | 2012 | 11         | 12     | 8         | 4        | 67 %        |
| 21 | Rika Hiraki       | 1993 | 2001 | 5          | 5      | 3         | 2        | 60 %        |
| 22 | Saori Obata       | 1999 | 2005 | 6          | 7      | 3         | 4        | 43 %        |
| 23 | Shinobu Asagoe    | 1999 | 2006 | 11         | 17     | 9         | 8        | 53 %        |
| 24 | Yuka Yoshida      | 1998 | 2004 | 5          | 7      | 1         | 6        | 14 %        |